# Februarski patent
Februarski patent je bila ustava Avstrijskega cesarstva, objavljena v obliki patenta 26. februarja 1861. 

## Ozadje
V Avstrijskem cesarstvu so bila zgodnja 60. leta 19. stoletja obdobje pomembnih ustavnih reform. Revolucije in vojne v poznih 40. in 50. letih 19. stoletja so ustvarile nacionalni občutek nezadovoljstva. Katastrofalna vojna v Italiji je odkrito pokazala slabosti avstrijske birokracije in vojske. Vzrok za skrb je bil tudi naraščajoč vpliv Prusije in Nemške zveze. Cesar Franc Jožef I. (vladal 1848–1916) je uvidel, da mora začeti z nekaterimi reformami, če hoče ohraniti svoj imperij. Marca 1860 je začel 'krepiti' Reichsrat, Državni zbor, tako da mu je dodal nove člane in mu podelil svetovalna pooblastila glede glavnih finančnih in zakonodajnih vprašanj, vključno z oblikovanjem nove ustave. Parlament se je razdelil na dve strani, domačo nemško govorečo in nenemško govorečo stran. Nemška stran si je prizadevala za močnejšo centralno vlado, nenemška stran, zlasti Čehi in Madžari, pa za delitev oblasti. Franc Jožef je poskušal oblikovati kompromis v novi ustavi, tako imenovani Oktobrski diplomi, sprejeti 20. oktobra 1860. Z Diplomo je bil ustanovljen stočlanski parlament z razširjenimi pooblastili nad financami cesarstva, ne pa tudi nad vojsko in zakonodajo. Prav tako parlament ni imel oblasti nad Ogrsko, razen v zadevah, ki so zadevale celotno cesarstvo. Za ogrske notranje zadeve je bil pristojen ogrski parlament. 
Novi parlament ni zadovoljil nobene strani. Državne finance so še naprej propadale, nemško govoreči državljani niso bili zadovoljni s pooblastili, ki so jih dobili zbori, drugače govoreči pa so bili razočarani nad količino oblasti, ki je ostala v cesarjevih rokah. Poleg nenehnih notranjih težav so Avstrijsko cesarstvo pestili tudi  zunanji pritiski, zlasti razvoj Nemške zveze. Nemške države so stoletja nadzirali Habsburžani in Avstrija je ohranila svoj vpliv tudi potem, ko je leta 1815 nastala Zveza nemških držav. Z vzponom Prusije v vzhodni Evropi je bil vpliv Avstrije ogrožen. Cesar je širitev in centralizacijo parlamenta videl kot način za pridobitev notranje moči, ki bi se zatem prenesla v zunanjo moč. Revizijo Oktobrske diplome je prevzel Anton Ritter von Schmerling, ko je  konec leta 1860 postal državni sekretar. 

## Objava
Februarski patent je 26. februarja 1861 objavil cesar Franc Jožef I. in je bil sprejet kot  cesarska ustava iz leta 1861. Napovedan je bil kot revidirana Oktobrska diploma in nepreklicen temeljni zakon države. V Avstrijskem cesarstvu je vzpostavil dvodomni cesarski parlament, ki se je še vedno imenoval Reichsrat, z zgornjim domom, ki ga imenuje cesar, in posredno izvoljenim spodnjim domom. Člani zgornjega doma so bili imenovani dosmrtno in so vključevali prestolonaslednika, ugledne škofe, glave plemiških družin in premožne meščane. Spodnji dom je imel 343 delegatov, od tega 120 predstavnikov iz Ogrske, 20 iz Benečije in 203 iz preostalih neogrskih stanov. Cesar je lahko nadziral dejanja spodnjega doma tako, da je v zgornji dom imenoval več svojih privržencev. 
Pristojnosti novega parlamenta so bile razdeljene na 'večje' in 'manjše'. V 'večje' so spadale zadeve, ki so vplivale na celotno cesarstvo, vključno z Ogrsko. Med 'manjše' so spadale zadeve na ravni dežel. Ogrski parlament je lahko po potrebi sodeloval pri reševanju zadev na deželni ravni. S Februarskim patentom je parlament dobil večjo moč odločanja kot jo je imel prej, vendar je bil še vedno popolnoma podrejen cesarju. Cesar je lahko sprejemal politične in vojaške odločitve brez soglasja parlamenta in je lahko sprejel katero koli odločitev, ko parlament ni zasedal, če je morda šlo za "nujne primere". 
Februarski patent je ženske izrecno izključil iz političnega življenja in določil volilno pravico izključno  za moške.

## Začasna razveljavitev
Ogrsko prebivalstvo cesarstva je zavračalo sodelovanje v novem sistemu, saj se je upiralo liberalnejšim spremembam Oktobrske diplome, ki so dejansko še vedno želele omejiti suverenost Ogrske. Zasedanj spodnjega doma so se udeleževali le nemški in romunski delegati iz ogrskih dežel. Ta odpor je resno spodkopal namen cesarskega parlamenta – poenotiti različne dele imperija s predstavništvom v osrednjem telesu. 
Septembra 1865 je cesar Franc Jožef začasno razveljavil Februarski patent. Avstrijski Nemci so protestirali, Čehi in Poljaki pa so bili navdušeni in so spodbujali svoje avtonomne programe.  17. februarja 1867 je bila obnovljena ustava Kraljevine Ogrske in zadeve so hitro napredovale proti sklenitvi Avstro-Ogrskega kompromisa iz leta 1867. Državni zbor je po lastni volji dodal nekaj zakonov, ki so spremenili Februarski patent, in odločil, da morajo ti zakoni, Avstro-Ogrski kompromis in revidirana ustava Cislejtanije začeti veljati istočasno kot celota.